# Nobutaka Araya
Nobutaka Araya (荒谷 信孝 Araya Nobutaka?) (7 de marzo de 1968) es un luchador retirado de sumo y lucha libre profesional japonés. Araya es famoso por su carrera en varias empresas de Japón, entre las que destacan Wrestle Association R, All Japan Pro Wrestling y HUSTLE.

## Carrera

### W★ING (1992-1994)
Araya debutó en 1992 en la recién creada promoción W★ING. Nobutaka consiguió éxito en la empresa, pero nunca llegó al nivel superior, y en 1994 salió de ella.

### International Wrestling Association Japan (1994-1995)
En 1994, Araya fue contratado por International Wrestling Association Japan. Allí él y Dick Slater se enfrentaron a The Headhunters (Headhunter A & Headhunter B) por Campeonatos en Parejas de la IWA, pero no consiguieron ganar. El último combate de Araya en la promoción fue contra Tracy Smothers, en el que Araya salió victorioso.

### Wrestle Association R (1995-1999)
A su salida de IWA, Araya entró en Wrestle Association R, empresa dirigida por Genichiro Tenryu. Araya formó equipo con Arashi, otro antiguo sumo. Poco después, hicieron trío con Koki Kitahara para ganar el WAR World Six-Man Tag Team Championship. El grupo retendría el título hasta marzo de 1996, cuando lo perdieron contra Jado, Gedo & Hiromichi Fuyuki. Más tarde, Araya recapturó el título haciendo equipo con Tenryu & Último Dragón cuando derrotaron a Bam Bam Bigelow, Hiromichi Fuyuki & Yoji Anjo. El título quedó vacante, sin embargo, así que Koki Kitahara y Araya volvieron a conseguirlo cuando se unieron a Lance Storm para derrotar a Koji Kitao, Nobukazu Hirai & Tommy Dreamer. En 1999, Araya dejó la empresa.

### New Japan Pro Wrestling (1996)

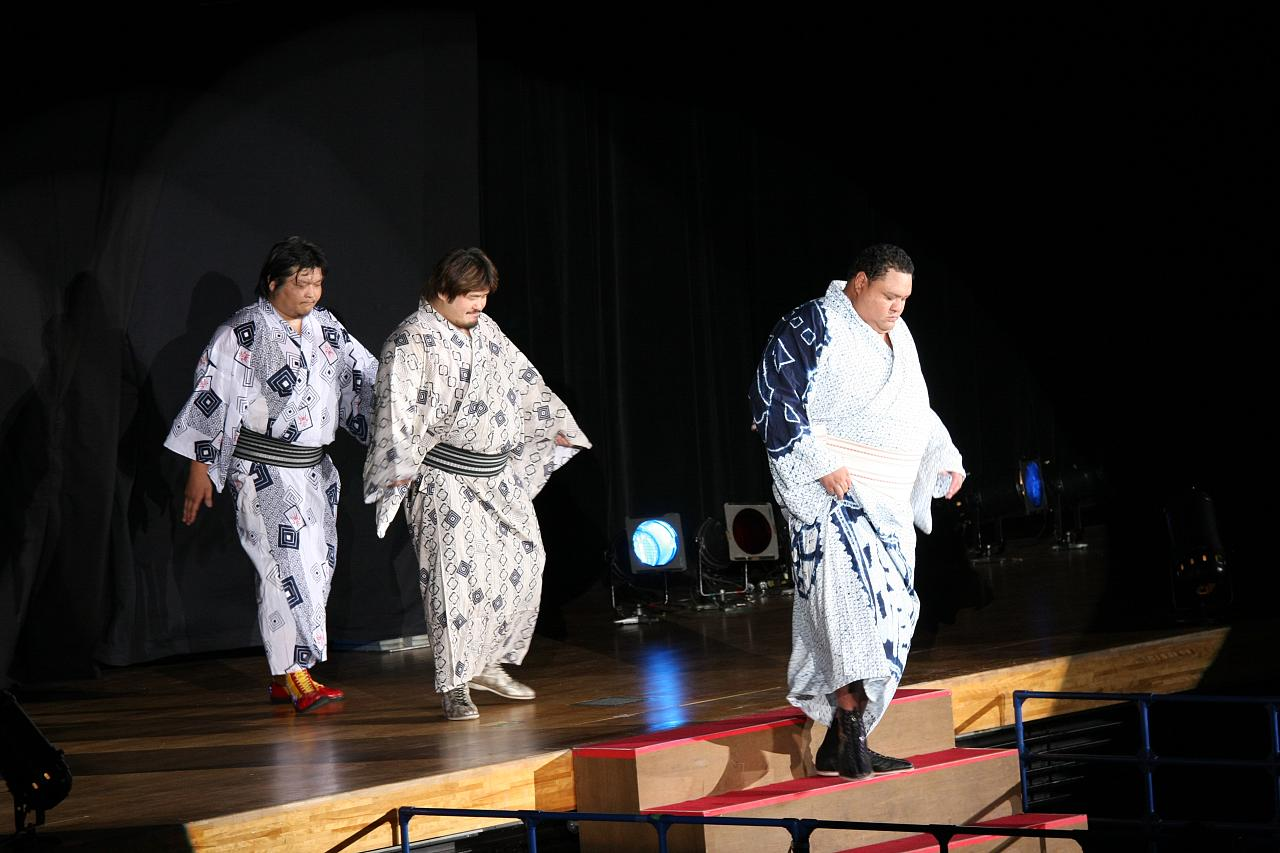
De izquierda a derecha: Araya, Yutaka Yoshie y Akebono.

En 1996, Nobutaka tuvo una corta carrera en la New Japan Pro Wrestling, derrotando a luchadores como Yutaka Yoshie y Kuniaki Kobayashi.

### All Japan Pro Wrestling (2000-2009)
Araya debutó en All Japan Pro Wrestling en 2000, entrando en un feudo con Masanobu Fuchi. Durante los siguientes años, Araya competiría para la AJPW, ganando los Campeonatos en Parejas con Arashi.
En 2009, Araya entró en un cómico feudo con Kikutaro. Finalmente, ambos se aliarían para derrotar a Masanobu Fuchi & TAKA Michinoku en lo que sería el último combate de Araya, retirándose de la lucha libre poco después.

### HUSTLE (2008)
En mayo de 2008, Araya hizo su debut en HUSTLE como A-chan, siendo presentado como el sereno y educado aprendiz sumo de Bono-chan, quien acababa de ser expulsado del Monster Army. A-chan, Bono-chan y Yoshie-chan formaron un stable de estilo sumo y, como bando independiente, el trío se enfrentó tanto al Monster Army como al HUSTLE Army, entrando en feudos con luchadores del Monster Army como Commander An Jo y Giant Silva. 
Sin embargo, a finales de año Bono-chan fue incluido en el HUSTLE Army, con lo que Araya sintió celos de él por haber logrado este ascenso; por ello, Araya se disfrazó como uno de los Golden Cups para atacarle, cambiando a heel. A-chan se alió con Lance Cade y Francoise para competir contra Bono, llegando a derrotarle en un combate individual gracias a Francoise. Tras ello, A-chan fue desafiado por el miembro del HUSTLE Army RG, quien se enfrentó a él y le derrotó dos veces seguidas. Tras ello, Araya dejó la empresa.

## En lucha
- Movimientos finales
  - Diving moonsault[1][2]
  - Brainbuster[1][2]

- Movimientos de firma
  - Corner body avalanche
  - Fujiwara armbar
  - Kancho - 2008-2009
  - Running lariat[1]
  - Samoan drop
  - Scoop slam
  - Short-arm clothesline[2]
  - Shoulder block
  - Single leg Boston crab
  - Sleeper hold
  - Spinning heel kick[1]
  - Standing powerbomb[3]

## Campeonatos y logros
- All Japan Pro Wrestling
  - All Asia Tag Team Championship (1 vez) - con Arashi

- Dramatic Dream Team
  - DDT Extreme Championship (1 vez)

- Pro Wrestling El Dorado
  - UWA World Trios Championship (1 vez) - con Toru Owashi & Takuya Sugawara

- Wrestle Association R
  - WAR World Six-Man Tag Team Championship (3 veces) -  con Arashi & Koki Kitahara (1), Último Dragón & Genichiro Tenryu (1) y Koki Kitahara & Lance Storm (1)